# Canton de Migennes
Le canton de Migennes est une circonscription électorale française située dans le département de l'Yonne et la région Bourgogne-Franche-Comté.

## Histoire
Le canton est créé par le décret du 2 août 1973 scindant le canton de Joigny.
À la suite du redécoupage cantonal de 2014, les limites territoriales du canton sont remaniées. Le nombre de communes du canton passe de 8 à 10.

## Représentation

### Conseillers généraux avant 2015
| Période | Période | Identité               | Étiquette   | Qualité |
| ------- | ------- | ---------------------- | ----------- | --- |
| 1973    | 1976    | Marcel Pillin          | PCF         | Instituteur Maire de Bonnard (Yonne) (1947-1983) Ancien conseiller général du Canton de Joigny (1970, invalidé) |
| 1976    | 2001    | Guy Lavrat (1926-2012) | PCF         | Instituteur Maire de Migennes (1977-1998) Conseiller municipal de Migennes (1999-2001)                          |
| 2001    | 2015    | François Boucher       | DL puis UMP | Commerçant Maire de Migennes (2001-2008 et depuis 2014) Suppléant du député Jean-Marie Rolland                  |

### Représentation après 2015
| Période élective | Période élective | Mandat | Mandat   | Identité           | Nuance | Nuance | Qualité |
| ---------------- | ---------------- | ------ | -------- | ------------------ | ------ | ------ | --- |
| 2015             | 2021             | 2015   | 2021     | François Boucher   |        | LR     | Commerçant Maire de Migennes (2001-2008 et depuis 2014) Président de la Communauté de communes                                                      |
| 2015             | 2021             | 2015   | 2021     | Marie-Agnès Évrard |        | Agir   | Agricultrice - Adjointe au maire de Migennes Sénatrice (2020-2022) (suppléante de Jean-Baptiste Lemoyne)                                            |
| 2021             | 2028             | 2021   | en cours | François Boucher   |        | LR     | Conseiller sortant, 7ème Vice-Président du conseil départemental, en charge de l'attractivité, des partenariats avec les collectivités, et du sport |
| 2021             | 2028             | 2021   | en cours | Marie-Agnès Évrard |        | LREM   | Conseillère sortante |

Marie-Agnès Évrard a quitté LR. Elle est membre de Agir, qui s'est dissous dans RE en 2022.

### Résultats détaillés

#### Élections de mars 2015
À l'issue du 1er tour des élections départementales de 2015, deux binômes sont en ballottage : François Boucher et Marie-Agnès Évrard (Union de la Droite, 32,97 %) et Marie Calabrèse et Gilles Lairaudat (FN, 32,26 %). Le taux de participation est de 49,51 % (5 479 votants sur 11 066 inscrits) contre 51,97 % au niveau départemental et 50,17 % au niveau national.
Au second tour, François Boucher et Marie-Agnès Évrard (Union de la Droite) sont élus avec 59,98 % des suffrages exprimés et un taux de participation de 49,1 % (2 916 voix pour 5 433 votants et 11 066 inscrits).

#### Élections de juin 2021
Le premier tour des élections départementales de 2021 est marqué par un très faible taux de participation (33,26 % au niveau national). Dans le canton de Migennes, ce taux de participation est de 32,58 % (3 473 votants sur 10 660 inscrits) contre 35,12 % au niveau départemental. À l'issue de ce premier tour, deux binômes sont en ballottage : François Boucher et Marie-Agnès Evrard (Union à droite, 46,73 %) et Anna Meyroune et Marc Sérandat (Union à gauche, 29,51 %).
Le second tour des élections est marqué une nouvelle fois par une abstention massive équivalente au premier tour. Les taux de participation sont de 34,36 % au niveau national, 36,29 % dans le département et 33,59 % dans le canton de Migennes. François Boucher et Marie-Agnès Evrard (Union à droite) sont élus avec 63,49 % des suffrages exprimés (2 118 voix pour 3 581 votants et 10 662 inscrits),,.

## Composition

### Composition de 1973 à 2015
Le canton était formé de huit communes :
| Nom                    | Code Insee | Codepostal | Superficie (km2) | Population (dernière pop. légale) | Densité (hab./km2) |
| ---------------------- | ---------- | ---------- | ---------------- | --------------------------------- | ------------------ |
| Migennes (chef-lieu)   | 89257      | 89400      | 16,58            | 7 008 (2012)                      | 423                |
| Bassou                 | 89029      | 89400      | 4,08             | 835 (2012)                        | 205                |
| Bonnard                | 89050      | 89400      | 4,02             | 937 (2012)                        | 233                |
| Brion                  | 89056      | 89400      | 16,50            | 599 (2012)                        | 36                 |
| Charmoy                | 89085      | 89400      | 7,02             | 1 173 (2012)                      | 167                |
| Chichery               | 89105      | 89400      | 6,78             | 460 (2012)                        | 68                 |
| Épineau-les-Voves      | 89152      | 89400      | 7,05             | 695 (2012)                        | 99                 |
| Laroche-Saint-Cydroine | 89218      | 89400      | 8,95             | 1 274 (2012)                      | 142                |

### Composition depuis 2015
Le canton de Migennes est désormais composé de dix communes entières.
| Nom                              | Code Insee | Intercommunalité                 | Superficie (km2) | Population (dernière pop. légale) | Densité (hab./km2) | Modifier                                    |
| -------------------------------- | ---------- | -------------------------------- | ---------------- | --------------------------------- | ------------------ | ------------------------------------------- |
| Migennes (bureau centralisateur) | 89257      | CC de l'Agglomération Migennoise | 16,58            | 6 878 (2022)                      | 415                | modifier les données · modifier les données |
| Bassou                           | 89029      | CC de l'Agglomération Migennoise | 4,08             | 875 (2022)                        | 214                | modifier les données · modifier les données |
| Bonnard                          | 89050      | CC de l'Agglomération Migennoise | 4,02             | 907 (2022)                        | 226                | modifier les données · modifier les données |
| Brion                            | 89056      | CC du Jovinien                   | 16,50            | 614 (2022)                        | 37                 | modifier les données · modifier les données |
| Bussy-en-Othe                    | 89059      | CC du Jovinien                   | 56,50            | 696 (2022)                        | 12                 | modifier les données · modifier les données |
| Charmoy                          | 89085      | CC de l'Agglomération Migennoise | 7,02             | 1 108 (2022)                      | 158                | modifier les données · modifier les données |
| Cheny                            | 89099      | CC de l'Agglomération Migennoise | 9,72             | 2 231 (2022)                      | 230                | modifier les données · modifier les données |
| Chichery                         | 89105      | CC de l'Agglomération Migennoise | 6,78             | 434 (2022)                        | 64                 | modifier les données · modifier les données |
| Épineau-les-Voves                | 89152      | CC de l'Agglomération Migennoise | 7,05             | 711 (2022)                        | 101                | modifier les données · modifier les données |
| Laroche-Saint-Cydroine           | 89218      | CC de l'Agglomération Migennoise | 8,95             | 1 209 (2022)                      | 135                | modifier les données · modifier les données |
| Canton de Migennes               | 8913       |                                  | 137,20           | 15 663 (2022)                     | 114                | modifier les données                        |

## Démographie

### Démographie avant 2015
| 1975   | 1982   | 1990   | 1999   | 2006   | 2011   | 2012   |
| ------ | ------ | ------ | ------ | ------ | ------ | ------ |
| 13 326 | 13 530 | 13 840 | 13 981 | 13 447 | 13 091 | 12 981 |

### Démographie depuis 2015
En 2022, le canton comptait 15 663 habitants, en évolution de −4,39 % par rapport à 2016 (Yonne : −1,95 %, France hors Mayotte : +2,11 %).
| 2013   | 2018   | 2022   |
| ------ | ------ | ------ |
| 16 117 | 16 405 | 15 663 |